# هنری لافونتن
هنری لافونتن (انگلیسی: Henri La Fontaine؛ زاده ۲۲ آوریل ۱۸۵۴ درگذشته ۱۴ مه ۱۹۴۳) یک وکیل اهل بلژیک بود.